# Prostituzione in Cile
Anche se la prostituzione adulta è legale in Cile, i bordelli non lo sono. Diverse centinaia di donne sono state registrate come prostitute nel Servizio Sanitario Nazionale. La polizia spesso si trova ad arrestare le prostitute (di solito a seguito di lamentele da parte dei residenti del quartiere) con l'accusa di "reati contro la morale", che potrebbero portare ad una multa di 50.000 pesos o cinque giorni di prigione. Procurare a terzi prostitute o operare come intermediari è illegale e punibile dalla legge. Indurre un minore (sotto 18 anni) a fare sesso in cambio di denaro o altri favori risulta essere illegale. La punizione varia da tre a 20 anni di carcere e una multa pari a 520.000 pesos a seconda dell'età del minore. Una polizia specializzata contro i crimini sessuali è stata specificamente incaricata di indagare e perseguire i casi di pedofilia e di pornografia infantile.
La maggior parte delle vittime di tratta di esseri umani sono donne e minori vittime del traffico interno atto allo sfruttamento sessuale. Le donne e le ragazze cilene risponderebbero alle offerte di lavoro false e, successivamente, verrebbero sottoposte alla prostituzione forzata. Le vittime sono trafficate dal paese in Argentina, Perù, Bolivia, Stati Uniti, Europa e Asia. Le donne straniere provenienti da Argentina, Bolivia, Perù, Colombia e Paraguay, oltre ai paesi asiatici come la Cina, vengono attirate in Cile con le offerte di lavoro fraudolente e successivamente costrette a prostituirsi.
Nel 2003 il governo cileno ha stimato che ci sono stati circa 3.700 i bambini coinvolti in qualche forma di sfruttamento sessuale minorile commerciale; nel 1999, l'UNICEF ha calcolato il numero di bambini che si prostituiscono a cifre molto più alte, stimando che ci sono stati circa 10.000 bambini di età compresa tra i 6 e i 18 anni coinvolti nel mercato della prostituzione.